# Костенко Костянтин Євтихійович
Костянтин Євтихійович Косте́нко (нар. 4 червня 1879, Харків — пом. 29 січня 1956, Ленінград) — український художник.

## Біографія
Народився 23 травня [4 червня] 1879 року в місті Харкові (нині Україна). З перервами на арешт і заслання за участь у студентських заворушеннях навчався на фізико-математичному факультеті Московського універститету. Навчання закінчив у 1904 році. Два роки відвідував художню студію Федора Рерберга в Москві. Згодом виїхав до Парижа, де навчався малюнку та живопису у приватних студіях, у 1908 році — мистецтву офорта у майстерні Єлизавети Кругликової.
Повернувся в Україну восени 1908 року. Жив і працював у Полтаві, Харкові, Криму. У 1910—1911 роках відвідав Рим, Венецію, Флоренцію. У 1920-х роках очолював секцію охорони пам'яток старовини Алуштинського району, викладав малюнок у татарській професійній школі та дитячій колонії. У 1922 році переїхав до Петрограда, де з 1923 року обіймав посаду наукового співробітника Російського музею. Помер у Ленінграді 29 січня 1956 року.

## Творчість
Працював у галузі станкового живопису і станкової графіки. Писав переважно пейзажі Росії, України, Франції, Італії, а також портрети і тематичні картини. Серед робіт:
живопис
- «Околиці Полтави» (1905);
- «Собор у Бретані» (1907);
- «Максиміліан Волошин» (1921, 1925);
- «На березі моря надвечір. Коктебель» (1924);
- «Демонстрація» (1925);
- «Метелиця» (1935);
- «Збірнопаровозний цех» (1936);
- «Планерний зліт у Коктебелі» (1937);
- «Літо. Зеленогорськ» (1951);

офорти
- «Море. Бретань» (1908);
- «Дощові краплі» (1908);
- «Париж. Сутінки» (1908);

кольорові ліногравюри
- «Осінь. Київ» (1909);
- «Плоти на Дніпрі» (1909);
- «Палоццо Векіо. Флоренція» (1913);
- «Збірнопавровозий цех заводу імені Жовтневої революції у Ворошиловграді» (1936);
- «Стара Ладога» (1954);

акварелі
- «Прибій. Алушта» (1914);
- «Хутір. Північний Донець» (1917);
- «Ленінград. Михайловський сад» (1923);
- «Льодохід на Неві» (1924);
- «Після дощу. Село Непрія» (1940).

Брав участь в обласних, всесоюзних і зарубіжних мистецьких виставках. Персональна посмертна виставка відбулася у Ленінграді у 1959 році.
Деякі роботи художника зберігаються у Державному музеї образотворчих мистецтв у Москві.